# Inah Canabarro Lucas
Pour les articles homonymes, voir Canabarro et Lucas.
Inah Canabarro Lucas, également connue sous le nom de sœur Inah, née le 8 juin 1908 (selon le GRG ; le 27 mai selon elle-même) à São Francisco de Assis et morte le 30 avril 2025 à Porto Alegre, est une religieuse thérèsienne et supercentenaire brésilienne.
Le 29 décembre 2024, après la mort de Tomiko Itooka, elle devient la doyenne de l'humanité. 

## Biographie
Inah Canabarro Lucas est l'arrière-petite-fille de David José Martins Canabarro (1796-1867), militaire durant la guerre des Farrapos.
Après avoir étudié dans un pensionnat, elle s'installe en Uruguay et devient religieuse. Elle retourne ensuite au Brésil où elle enseigne les mathématiques et le portugais dans une école de Tijuca à Rio de Janeiro.
Elle réside à la Casa Provincial des Sœurs de Sainte-Thérèse de Porto Alegre, communauté qui l'a acceptée en 1927, à l'âge de 19 ans.
Elle est la deuxième personne ecclésiastique la plus âgée de tous les temps après la Française Lucile Randon (sœur André), morte le 17 janvier 2023 à Toulon, à l'âge de 118 ans et 340 jours.
Inah Canabarro Lucas meurt le 30 avril 2025 à l'âge de 116 ans et 326 jours, à  Porto Alegre.